# جون ستيفنز (مهندس معماري)
جون ستيفنز (بالإنجليزية: John Stevens)‏ هو مهندس معماري أمريكي، ولد في 1824، وتوفي في 14 أبريل 1881 في ورسستر في الولايات المتحدة.